# Formosa do Rio Preto
Formosa do Rio Preto is een gemeente in de Braziliaanse deelstaat Bahia. De gemeente telt 22.171 inwoners (schatting 2009).

## Aangrenzende gemeenten
De gemeente grenst aan Barreiras, Riachão das Neves, Santa Rita de Cássia, Cristalândia do Piauí (PI), Sebastião Barros (PI) en Mateiros (TO).